# Раздерский узел
Раздерский узел — место на реке Кубань, в котором река делится на два рукава. Расположен в районе города Славянск-на-Кубани (Славянский район Краснодарского края).
Южный рукав — собственно Кубань, имеет длину 113 км. Северный рукав — река Протока, длиной 130 км; по северному рукаву у посёлка Ачуево в Азовское море сбрасывается около 44 % воды Кубани.
Ниже реки Протоки от Кубани отделяется к югу ещё один рукав — Казачий ерик, на который приходится 25 % водного расхода Кубани. Воды Казачьего ерика вливаются в Ахтанизовский лиман, а из лимана — в Азовское море.